# Шафиев, Фарид Рауф оглы
Фарид Рауф оглы Шафиев (азерб. Fərid Rauf oğlu Şəfiyev; род. 21 июля 1969, Баку) — азербайджанский историк и дипломат. Посол Азербайджана в Канаде (2009—2014) и Чехии (2014—2019). Доктор философии (PhD) в области истории, председатель правления Центра анализа международных отношений (2019—н. в.).

## Биография
Родился в 1969 году в Баку, Азербайджанская ССР. В 1987—1989 годах проходил срочную службу в Вооружённых силах СССР.
В 1989—1994 годах обучался на историческом факультете Бакинского государственного университета.
С 1994 года работал в Институте этнографии и археологии Национальной академии наук Азербайджана.
С 1996 года работает в системе Министерства иностранных дел Азербайджана. В 1998—2001 годах работал в представительстве Азербайджана в ООН.
В 2002—2003 годах обучался в магистратуре в Школе управления имени Джона Ф. Кеннеди Гарвардского университета. В 2009—2015 годах обучался в Карлтонском университете и получил степень доктора философии (PhD) в области истории.
В 2009—2014 годах являлся послом Азербайджана в Канаде, и одновременно в 2011—2014 годах являлся постоянным представителем Азербайджана при Международной организации гражданской авиации. В 2014—2019 годах явдялся послом Азербайджана в Чехии.
С 2019 года является председателем правления Центра анализа международных отношений.
Преподаёт дипломатию, внешнюю политику и урегулирование конфликтов в Азербайджанской дипломатической академии.
Свободно владеет азербайджанским, английским, русским и турецким языками, на среднем уровне владеет французским и чешским.

## Научная деятельность
Написал книгу «Расселение приграничных территорий: политика переселения и этнический конфликт на Южном Кавказе» (англ. Resettling the Borderlands: State Relocations and Ethnic Conflict in the South Caucasus), вышедшую в издательстве McGill–Queen's University Press в 2018 году.
Российский этнограф А. Н. Ямсков называет эту книгу «очень интересной работой», в которой «наиболее полно, внятно и четко описаны серьезные трансформации этнического состава населения в регионах Закавказья».
Российский историк Вадим Муханов называет эту книгу «скорее не научной работой, а выражением версии азербайджанских властей об [армяно-азербайджанском] конфликте», которое игнорирует важные аспекты истории.
Американский историк Анатолий Исаенко пишет, что книга написана «в умной, оригинальной и хорошо проработанной манере», и называет её важным достижением наглядно демонстририрование того, как география способствует «восприятию исторической родины среди переселенцев».
Американский историк Стивен Бадалян Ригг критикует книгу за «бездоказательные тезисы», но считает важным то, что книга, «опираясь в основном на опубликованные работы, [включает] скромное, но важное использование редких азербайджанских архивных источников».